# Matthieu Arnold
Pour les articles homonymes, voir Arnold.
Matthieu Arnold, né le 14 septembre 1965 à Strasbourg, est professeur d’histoire du christianisme moderne et contemporain à la faculté de théologie protestante de l'Université de Strasbourg connu pour ses travaux sur la Réforme et la théologie protestantes.

## Biographie
Matthieu Arnold est né à Strasbourg. Après des études secondaires au lycée Bartholdi de Colmar, où il obtient le baccalauréat en 1983, il poursuit des études supérieures à la faculté de théologie protestante de Strasbourg. En 1992-1993, puis à l’été de 1994, il complète ses recherches sur Luther à l’Institut für Europäische Geschichte de Mayence. Il soutient une thèse de doctorat sur la correspondance de Martin Luther en 1994. Il est ensuite pasteur jusqu'en 1997 de l’Église de la confession d’Augsbourg d’Alsace et de Lorraine.
Il soutient en 1996 son habilitation à diriger les recherches, qui porte sur la Réformation et sur l’histoire de la théologie dans la première moitié du XXe siècle. Il est nommé professeur à la faculté de théologie protestante de Strasbourg, en 1997, titulaire de la chaire d’histoire du christianisme moderne, où il succède à Marc Lienhard. Il est membre junior de l’Institut universitaire de France de 2002 à 2007. Il a enseigné l’histoire du christianisme moderne à l'université de Neuchâtel et à l'université de Bâle. Il est professeur associé au Centre d'études œcuméniques de Strasbourg depuis 2015. En 2021 il est élu membre correspondant de l'Académie des inscriptions et belles-lettres, puis, en novembre de la même année, il est élu membre de l’Académie des sciences et de la littérature de Mayence (Mainzer Akademie der Wissenschaften und der Literatur).
Matthieu Arnold est marié, père de deux enfants.

## Activités de recherche et institutionnelles
Sa recherche comprend deux axes : la Réforme protestante au XVIe siècle (Martin Luther, Jean Calvin, Martin Bucer, Jean Sturm, femmes et dissidents de la Réformation) et la théologie protestante au XXe siècle (Albert Schweitzer, Oscar Cullmann, Dietrich Bonhoeffer et le Kirchenkampf, prédications de 1914-1918).
Il consacre une étude historique, littéraire et théologique, à la correspondance de Martin Luther qui fait l'objet de sa thèse. Il codirige l’édition des œuvres de Luther dans la bibliothèque de la Pléiade et collabore à l’édition de la correspondance de Martin Bucer.
Il est directeur de la Revue d'histoire et de philosophie religieuses depuis 2006, et directeur du Groupe de Recherches sur les Non-Conformistes religieux des XVIe et XVIIe siècles et l'Histoire des protestantismes (GRENEP) depuis 1997. Il est rédacteur en chef de Positions Luthériennes de 1997 à 2018 et président du comité de rédaction depuis 2018. Il est directeur et fondateur de la revue Écriture et Société et fondateur des collections « Écriture et société » (Presses universitaires de Strasbourg) et (avec Gilbert Dahan et Annie Noblesse-Rocher) « Études d’histoire de l’exégèse » (Éditions du Cerf). Il est membre de différents comités, Revue d'Allemagne, Revue Alsace, Bulletin de la Société de l'histoire du protestantisme français. Il est membre de la Fondation œcuménique Oscar Cullmann dont il est le président de 1995 à 2005. Il est administrateur de l'Association française des amis d'Albert Schweitzer et membre de la Luthergesellschaft et du Verein für Reformationsgeschichte.

## Publications
- La Faculté de Théologie protestante de l’Université de Strasbourg de 1919 à 1945, Strasbourg, Association des publications de la Faculté de Théologie protestante, 1990.
- La correspondance de Luther. Étude historique, littéraire et théologique, Mayence, Philipp von Zabern, 1996, XIV + 673 pages.
- Les femmes dans la correspondance de Luther, Paris, Presses universitaires de France, 1998, 126 pages (Études d'Histoire et de Philosophie religieuses 78).
- Martin Luther, Les Quatre-vingt-quinze thèses. Introduction, traduction et notes par Matthieu Arnold, Strasbourg, Oberlin, 2004, 80 pages
- Luther, Œuvres, t. I, Paris : Gallimard, 1999. CI, 1599 pages (Bibliothèque de la Pléiade, 455). (Avec M. Lienhard)
- Luther, Œuvres, t. II, Paris : Gallimard, 2017. XLIII, 1165 pages (Bibliothèque de la Pléiade 622).
- Correspondance de Martin Bucer, t. III-X (1527-1532), Brill : Leiden, 1995-2016.(Avec J. Rott, R. Friedrich, B. Hamm et alii)
- (de) Frömmigkeit und Spiritualität. Auswirkungen der Reformation im 16. und 17. Jahrhundert / Piété et Spiritualité. L'impact de la Réformation aux XVIe et XVIIe siècles, Mayence : Philipp von Zabern, 2002, VIII-184 pages.(Avec Rolf Decot)
- (de) Martin Bucer zwischen Luther und Zwingli, Tübingen : Mohr Siebeck, 2003, VIII-167 pages.(Avec Berndt Hamm)
- Chrétiens et Églises face au nazisme : entre adhésion et résistance, Strasbourg, Association des Publications de la Faculté de Théologie protestante, 2005, 223 pages.(Avec la coll. de Christian Krieger)
- Annoncer l'Évangile (XVe – XVIIe siècle). Permanences et mutations de la prédication, Paris, Cerf (Patrimoines christianisme), 2006, 483 pages.
- Prier 15 jours avec Dietrich Bonhoeffer, Domaine d’Arny, Nouvelle Cité, 2006.
- Quand Strasbourg accueillait Calvin 1538-1541. Catalogue de l’exposition à la Bibliothèque Nationale et Universitaire de Strasbourg, 22 octobre-12 décembre 2009, Strasbourg, Presses Universitaires de Strasbourg, 2009, 216 pages. (Sauf p. 33-41, dues à C. Wolff et R. Laurand.)
- (de) Johannes Sturm (1507-1589). Rhetor, Pädagoge und Diplomat, Tübingen, Mohr Siebeck, 2009, 435 pages.
- Albert Schweitzer : les années alsaciennes (1875-1913), Strasbourg, La Nuée bleue, 2013.
- Albert Schweitzer, la compassion et la raison, Lyon, Olivétan (collection « Figures protestantes »), 2015, 135 pages.
- Matthieu Arnold et Marc Lienhard (photogr. Claude Truong-Ngoc), Lieux de la Réforme : Strasbourg, Leipzig, Evangelische Verlagasanstalt, coll. « Orte der Reformation », 2016, 84 p. (ISBN 978-3-374-04418-4)
- Martin Luther, Fayard, 2017, 686 p.  (ISBN 9782213643779)
- Le Luther des Français, No thématique de la Revue d'histoire du protestantisme, 2017/1-2 (en collaboration avec Pierre-Olivier Léchot).
- Albert Schweitzer et l’éthique du respect de la vie, Strasbourg, Association des Publications de la Faculté de théologie protestante, 2018 (Travaux de la Faculté de Théologie protestante de Strasbourg 17), 147 pages.
- [Avec Karsten Lehmkühler et Marc Vial] « La vie tout entière est pénitence… » Les 95 thèses de Martin Luther (1517), Strasbourg, Presses Universitaires de Strasbourg, 2018 (Écriture et Société 7), 370 pages.
- Oscar Cullmann, Un docteur de l'Église, Lyon, Olivétan, 2021 (tr. allemande : Oscar Cullmann, Ein Leben für Theologie, Kirche und Ökumene, Zurich, Theologischer Verlag, 2023).
- Albert Schweitzer, prédicateur, Strasbourg, AFAAS, 2021.
- [avec Volker Leppin et Marc Lienhard, éd.], Luther à Worms 1521-2021. Les événements et leur réception, Strasbourg, Association PUS, 2023.
- Albert Schweitzer, Un engagement pour la paix. Textes édités par Matthieu Arnold, Strasbourg, AFAAS (« Études schweitzeriennes » 14), 2023, 147 pages.
- Albert Schweitzer, Paris, Fayard (« Biographies historiques »), 2025, 508 pages

## Distinctions
- Prix Schmutz 1988.
- Prix des Amis du Vieux Strasbourg 1988.
- Prix du Conseil Général du Bas-Rhin 1995.
- Prix Strasbourg 1996.
- Prix d’honneur des amis du Vieux Strasbourg 2010.
- Prix Bernheim de l'Académie des Inscriptions et Belles-Lettres 2017.